# Островно (озеро, Невельский район)
Островно или Островня — озеро в Усть-Долысской волости Невельского района Псковской области.
Площадь — 1,4 км² (137 га, с островами — 147 га). Максимальная глубина — 6,8 м, средняя глубина — 3,1 м. Площадь водосборного бассейна — 137,0 км².
Расположено к востоку от деревни Усть-Долыссы и Долысского озера, с которым соединён протокой.
Проточное. Относится к бассейну реки Западная Двина, в частности, реки Уща (притока Дриссы).
Тип озера лещово-уклейный с судаком . Массовые виды рыб: щука, окунь, плотва, лещ, красноперка, судак, язь, густера, пескарь, щиповка, уклея, линь, налим, вьюн, карась; широкопалый рак.
Для озера характерны: илисто-песчаное дно, песок, песок с галькой, камни.